# Daldinia eschscholzii
Daldinia eschscholzii är en svampart som först beskrevs av Christian Gottfried Ehrenberg, och fick sitt nu gällande namn av Rehm 1904. Daldinia eschscholzii ingår i släktet Daldinia och familjen kolkärnsvampar.   Inga underarter finns listade i Catalogue of Life.